# 丹尼尔·法里斯
丹尼尔·乔纳森·法里斯（1987年5月2日—）為黎巴嫩男子籃球運動員，場上位置為大前锋。法里斯的父母皆為黎巴嫩人，法里斯出生於美國加利福尼亞州，畢業自新墨西哥大學，在取得黎巴嫩國籍後，於2009年代表黎巴嫩參加亞洲籃球錦標賽，2009-10賽季效力於荷蘭聯賽。2011年2月法里斯被中国男子篮球职业联赛佛山龙狮以亞外身份延攬，但礙於擁有雙重國籍，法里斯無法以亞外身份參加聯賽。

## 外部連結
- 丹尼尔·法里斯在fiba.basketball（英语）
- 丹尼尔·法里斯在archive.fiba.com（存檔）（英语）
- 丹尼尔·法里斯在Sports-Reference.com（NCAA）（英语）
- 丹尼尔·法里斯在Eurobasket.com（球員）（英语）
- 丹尼尔·法里斯在Proballers（英语）
- 丹尼尔·法里斯在RealGM（英语）